# Хуссін Харджа
Хуссі́н Харджа́ (араб. حسين خرجة, фр. Houssine Kharja; нар. 9 листопада 1982 року, Пуассі, Франція) — марокканський футболіст, виступав на позиції півзахисника за збірну Марокко та низку італійських клубів, зокрема, «Інтернаціонале», «Рому» та «Дженоа».

## Титули і досягнення
- Володар Кубка Італії (1):

Інтернаціонале: 2010-11
- Срібний призер Кубка африканських націй: 2004